# آناپلازی

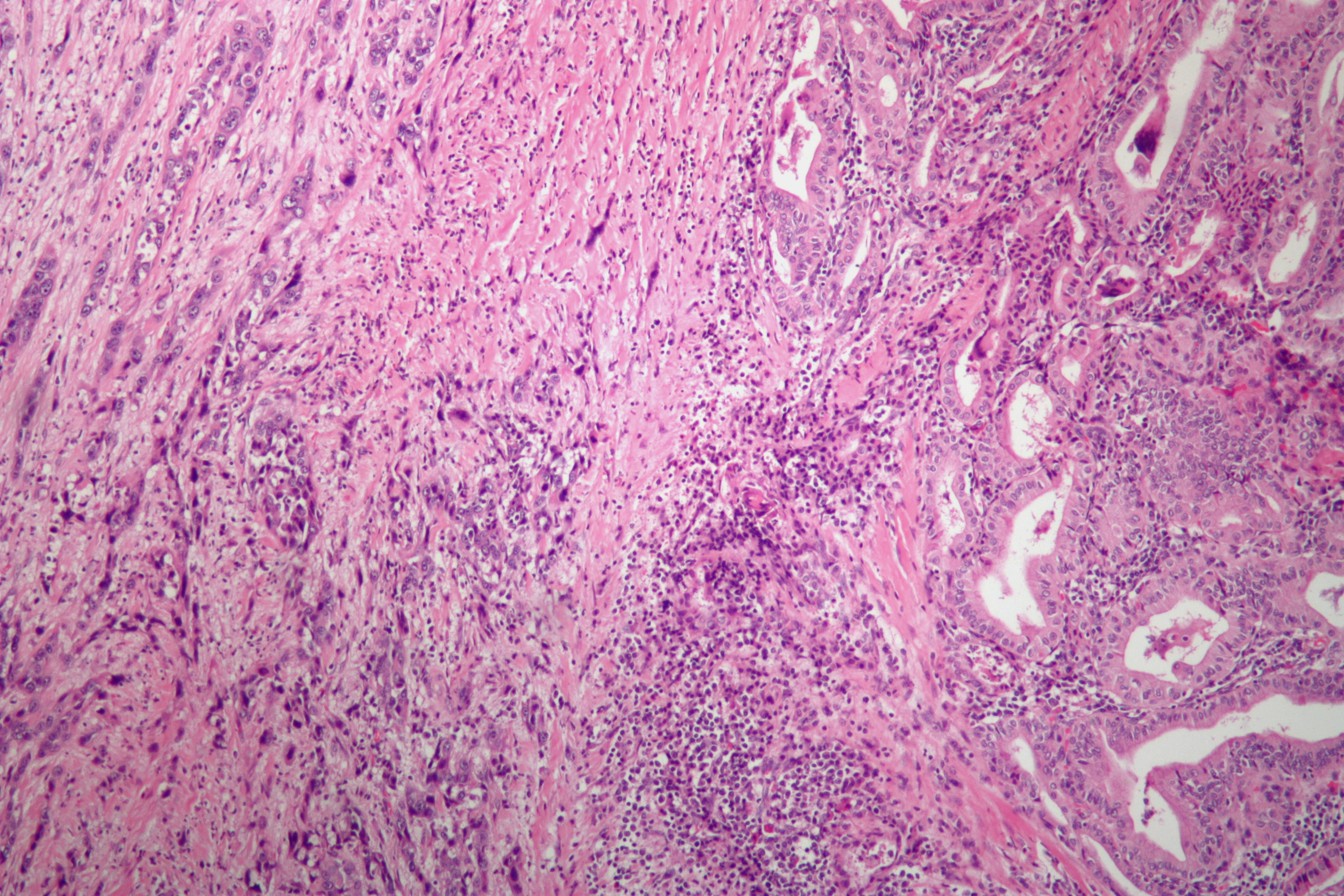
میکروگراف با بزرگنمایی کم کارسینوم آناپلاستیک تیروئید با جزئی از نوع سلول بلند کارسینوم تیروئید پاپیلاری

آناپلازی (به انگلیسی: Anaplasia)، شدیدترین اختلال در رشد سلول در مواجهه با طیف تکثیر سلولی است.
شرایطی است که در آن سلول‌هایی با تمایز اندک ویژگی‌های ساختاری سلول بالغ را از دست می‌دهند و فاقد جهت‌گیری مناسب نسبت به یکدیگر هستند.
این عبارت همچنین برای گروهی از تغییرات ساختاری در سلول که به یک دگرگونی یا تغییر بدخیم می‌انجامد نیز به کار می‌رود. چنین فقدان تمایز ساختاری را خصوصاً در اغلب نئوپلاسم‌های بدخیم می‌توان دید.
همچنین گاهی اوقات این واژه افزایش ظرفیت تکثیر را نیز شامل می‌شود.
فقدان تمایز به عنوان یک نشانه برای بدخیمی تهاجمی در نظر گرفته می‌شود.
این اصطلاح به‌طور تحت‌الفظی به معنای «به عقب برگرداندن» می‌باشد که این بر از دست دادن تمایز یا فقدان تمایز ساختاری و عملکردی در سلول‌های عادی دلالت دارد.
امروزه پی برده شده‌است که هرچند تعدادی از سرطان‌ها از سلول‌های بنیادی در بافت‌ها ناشی می‌شوند، در این تومورها اختلال تمایز بیشتر از از دست دادن تمایز سلول‌های تخصصی شده مسئول تومورهای تمایز نیافته هستند.
سلول‌های آناپلاستیک حالت چندشکلی (پلی مورفیسم) یا بعبارتی تنوع در شکل و ظاهر دارند. هسته به‌طور مشخص شدیداً پررنگ (هیپر کروماتیک) و بزرگ است و در رنگ آمیزی به رنگ تیره دیده می‌شود. نسبت هسته بزرگ به سیتوپلاسم به جای ۴:۱ یا ۶:۱ در سلول‌های عادی ۱:۱ می‌باشد. سلول‌های غول پیکر که به‌طور قابل ملاحظه‌ای بزرگتر از همسایه‌های خود هستند ممکن است شکل گرفته باشند و دارای یک هسته بزرگ و چندین هسته کوچک به عنوان همکار باشند. هسته سلول‌های آناپلاستیک از لحاظ شکل و اندازه عجیب و متنوع هستند.
کروماتین این سلول‌ها درشت و متراکم بوده و هستک ممکن است از لحاظ اندازه حیرت‌انگیز باشد. مهمتر از همه اینکه تقسیمات میتوز در این سلول‌ها اغلب چندگانه و مجزا از هم هستند و دوک‌های تقسیم غیرطبیعی متعدد ممکن است دیده شوند و گاهی اوقات به صورت سه قطبی یا چهار قطبی ظاهر می‌گردند. همچنین سلول‌های آناپلاستیک معمولاً نمی‌توانند الگوهای قابل تشخیص جهت‌گیری نسبت به یکدیگر را ایجاد کنند. آن‌ها ممکن است به شکل ورقه‌ای و بدون ساختارهای جمعی از قبیل ساختار غده‌ای یا ساختار سنگفرشی مطبق رشد کنند.